# 加茂神社 (長野市西長野)
加茂神社（かもじんじゃ）は、長野県長野市西長野町にある神社（村社）。
善光寺七社の一。本殿・拝殿・祝詞殿などは国の登録有形文化財。

## 概要
善光寺の西方、長野県庁の北方に鎮座する。周辺は市街地の山手に位置する閑静な住宅街。
創始は不詳だが、平安時代のことという。初代の善光寺大本願上人が信濃国に下向する際、信仰していた京都の賀茂御祖神社（下鴨神社）を勧請したと伝えられている。現在も大本願上人は秋の例大祭に当社へ参詣している。
拝殿・祝詞殿は長野市内唯一の茅葺屋根。旧長野師範学校に隣接する文教地区であることもあり、境内には教育者・保科百助（保科五無斎）の顕彰碑がある。
例大祭の際は境内で杜花火、隣接する信州大学教育学部グラウンドで打ち上げ花火が奉納される。

## 歴史
- 1913年（大正2年）7月 - 境内に保科百助（保科五無斎）の顕彰碑が建立される
- 2024年（令和6年）3月6日 - 「加茂神社本殿」、「加茂神社上屋」、「加茂神社拝殿及び祝詞殿」が国の登録有形文化財に登録される[3]

## 交通
- JR・長野電鉄長野駅からアルピコ交通（川中島バス）41・73・74・79系統に乗車、「自治会館前」下車

## 周辺
- 長野県長野商業高等学校
- 長野市立加茂小学校
- 長野市立西部中学校
- 信州大学教育学部
- 長野地方裁判所
- 妻科神社